# Angélique d'Estrées
 (août 2017).
Angélique d'Estrées née vers 1570 et morte à Paris en 1634 est une religieuse française.

## Biographie
Angélique d'Estrées est la fille d'Antoine d'Estrées (1529-1609), marquis de Cœuvres, grand maître de l'artillerie, gouverneur de La Fère et de Françoise Babou de La Bourdaisière (1542-1593), dame d'honneur des reines Marie Stuart (1560) et Louise de Lorraine-Vaudémont (1575-1590).
En 1580, vers l'âge de dix ans, elle est reçue comme novice à l'abbaye Saint-Louis de Poissy. Elle devient la maîtresse d'Henri III, tout comme sa mère quelques années auparavant. Sa liaison avec le roi est connue par la correspondance d'ambassadeurs à la cour du roi en 1585. Le 26 avril de la même année, le roi Henri III  demande dans une lettre au marquis de Pisani, ambassadeur à Rome de lui obtenir auprès du nouveau pape Sixte V, l'abbaye de Maubuisson, mais le pape la trouve trop jeune et lui accorde l'abbaye Sainte-Marie de Berteaucourt. Elle en devient abbesse de 1586 à 1610, succédant à Antoinette Charlotte de Halluin,.
En 1589, sa mère Françoise Babou quitte le domicile conjugal pour suivre son amant Yves d'Allègre à Issoire où il vient d'être nommé gouverneur. Le 9 juin 1592, sa mère, est assassinée à Issoire, dans une émeute pendant la guerre de la Ligue, ainsi que son amant. 
En 1594, le roi Henri IV lui obtient l'abbaye de Maubuisson, ce qui lui permet de venir voir sa maîtresse Gabrielle d'Estrées, celle-ci logeant à l'abbaye de sa sœur. Elle est pourvue la même année que Philippe Hurault de Cheverny (1579-1620, fils de l'amant homonyme de sa tante Isabeau de Babou, Philippe Hurault de Cheverny), l'est de l'abbaye de Royaumont, distante l'une de l'autre d'une trentaine de kilomètres. Avec l'élargissement du régime de la commende, elle est nommée à la tête de l'abbaye du Puits d'Orbe.
Le 23 juin 1599, Jacqueline Marie Angélique Arnauld, âgée de 7 ans, prend l'habit de novice de Cîteaux à l'abbaye. Pour faire son noviciat, elle est transférée le 25 juin 1600 de Port-Royal à Maubuisson. Elle y est élevée librement et trouve aux côtés d'Angélique d'Estrées une forme d'amour maternel. À sa confirmation, le 29 septembre de la même année, elle prend le nom d'Angélique, en hommage probable à l'abbesse Angélique d'Estrées. Une fraude de son père sur son âge lui fait obtenir de Rome les bulles nécessaires pour devenir abbesse, alors qu'elle n'a que onze ans. Le 16 juillet 1602, après la mort de Jeanne de Boulehart dont elle était la coadjutrice, elle quitte l'abbaye pour prendre la direction de l'abbaye de Port-Royal. Les deux femmes seront appelées à se retrouver quelques années plus tard, dans des circonstances plus douloureuses. 
Le 29 septembre 1602 la mère Angélique Arnauld est bénie à son abbaye de Port-Royal-des-Champs ; parmi les assistants à la cérémonie se trouvent Angélique d'Estrées, Mme de Portes (abbesse de l'abbaye de Saint-Cyr), ainsi que Françoise I de Miée de Guespré (abbesse de l'abbaye Notre-Dame du Val-de-Gif). 
Elle mécontenta son cousin le cardinal François d'Escoubleau de Sourdis (1574-1628), en ayant fait vers 1600 épouser à sa sœur Françoise, alors novice à Maubuisson, le comte Charles de Sançay, sans le consentement de ses parents.
À l’avènement de Louis XIII, la vie particulièrement dissolue à Maubuisson fait scandale à la cour et en 1617, le souverain demande à l'abbé général de Cîteaux, Nicolas II Boucherat, d'y remédier, lequel envoya quelques-uns de ses religieux pour rappeler à l'ordre la supérieure. Celle-ci les fit enfermer, puis les renvoya en leur promettant des réformes. N'obtenant rien de l'abbesse, l'abbé général envoya de nouveaux émissaires qu'elle incarcéra dans une des tours de l'abbaye. Les émissaires s'échappèrent et rejoignirent leur couvent. L'abbé général demanda à la cour une commission pour enlever l'abbesse et de l'enfermer aux filles pénitentes de Paris que dirige la mère supérieure Marie Alvequin. L'ordre fut exécuté le 3 février 1618 par le prévost de l'Isle Jean de Fontis et ses archers qui durent emporter Angélique d'Estrées, remplacée par son ancienne condisciple Angélique Arnauld.
Le 10 septembre 1619, Angélique d'Estrées s'évade de sa prison et retourne à Maubuisson avec la complicité de son beau-frère Charles de Sanzay et d'autres gentilshommes. Reprise à Maubuisson, elle est enfermée au Châtelet d'où elle sortit pour mourir dans une petite maison du faubourg, dans le plus grand dénuement.
Elle fut enterrée dans l'église des Clarisses de Paris.

## Famille
L'ordre retenu pour la présentation de cette fratrie et celui présenté par Pierre de Guibours (1625-1694).
1. François Louis d'Estrées, marquis de Cœuvres, mestre de camp du régiment de Picardie, tué à Laon en 1594 d'un coup de mousquet qu'il reçut à la cuisse, à l'âge de 19 ans[12], marquis de Cœuvres[13],[14],[15],[16].
2. François-Annibal d'Estrées (1572 ou 1573-1670), évêque de Noyon, puis marié à Marie de Béthune, puis Anne Habert, et à Gabrielle de Longueval.
3. Catherine d'Estrées (vers 1562) ou Marie-Catherine[17].
4. Diane d'Estrées (vers 1566-vers 1618), mariée en 1596 ou 1599 à Jean de Monluc, fils de l'évêque de Valence, Jean de Monluc. Elle a une liaison avec le duc d'Épernon dont est née Louise de La Valette, abbesse de l'abbaye Sainte-Glossinde de Metz.
5. Marguerite d'Estrées (1565-1590), mariée à Gabriel Bournel.
6. Angélique d'Estrées, née vers 1570, meurt à Paris en 1634[18] et est inhumée au couvent des Clarisses à Paris[19].
7. Gabrielle d'Estrées (1571-1599), mariée à Nicolas d'Amerval, séparé, maîtresse d'Henri IV. Inhumée dans le chœur de l'église de l'abbaye de Maubuisson.
8. Julienne-Hippolyte d'Estrées, mariée à Georges, duc de Villars-Brancas.
9. Françoise d'Estrées, née vers 1588 à Yssoire, mariée à Charles de Sanzay en 1600[20], morte après 1621.

## Armoiries
- « D'argent fretté de sable de six pièces, au chef d'or chargé de trois merlettes de sable. »